# سیارک ۹۵۶۴
سیارک ۹۵۶۴ (به انگلیسی: 9564 Jeffwynn، نامگذاری:1987SG3) نه هزار و پانصد و شصت و چهارمین سیارک کشف شده‌است که در ۲۶ سپتامبر ۱۹۸۷ کشف شد.
قدر مطلق سیارک برابر ۱۳٫۸۰ است.